# Lynda F. Delph
Lynda Ferrell Delph (* 3. Juni 1957 in Alexandria, Virginia) ist eine Evolutionsbiologin und Pflanzenreproduktionsbiologin. Sie ist Professorin für Biologie und stellvertretende Vorsitzende des Programms für Evolution, Ökologie und Verhalten an der Indiana University Bloomington.

## Leben
Delph begann ihre Ausbildung an der University of Arizona, wo sie 1979 den Bachelor erlangte und 1983 mit der Prüfschrift Maternal reproductive investment in the desert annual Lesquerella gordonii : regulation and patterns ihr Masterstudium abschloss. 1988 wurde sie mit der Dissertation The evolution and maintenance of gender dimorphism in New Zealand Hebe (Scrophulariaceae) zum Ph.D. in Botanik an der University of Canterbury promoviert, woraufhin sie ein Postdoc-Stipendium an der Rutgers University erhielt.
Nach Abschluss ihres Stipendiums wurde Delph 1990 Assistenzprofessorin an der Indiana University Bloomington. 2002 wurde sie ordentliche Professorin und 2017 stellvertretende Lehrstuhlinhaberin im Department of Biology. Zusätzlich zu ihren Lehrtätigkeiten war sie Senior Fellow des Indiana Molecular Biology Institute und Executive Director of Science Outreach für das Indiana University College of Arts and Sciences. Delph war auch in wissenschaftlichen Gesellschaften ihres Fachgebiets tätig, darunter als Sekretärin der Society for the Study of Evolution, als Vizepräsidentin der American Society of Naturalists und als Ratsmitglied und spätere Präsidentin der American Genetic Association. 2019 wurde sie zur Präsidentin der Society for the Study of Evolution gewählt.
Delphs Forschung konzentriert sich auf evolutionäre, ökologische und genetische Aspekte der pflanzlichen Fortpflanzung. Ihr Schwerpunkt liegt auf dem Verständnis selektiver Kräfte, die in natürlichen Populationen wirken, und darauf, wie Anpassung durch genetische Einschränkungen verlangsamt oder verhindert wird. Sie erforscht auch den Sexualdimorphismus bei Blütenpflanzen und wie dieser durch genetische Korrelationen beeinflusst wird.

## Ehrungen
- Fulbright Fellow, 1983–1984, 1997
- Outstanding Junior Faculty Award, 1994–1995
- Senior Class Award for Teaching Excellence in Biology, 1995
- Teaching Excellence Recognition Award, 2000
- Trustees’ Teaching Award, 2005
- Guggenheim Fellowship, 2005
- Fellow der American Association for the Advancement of Science, 2010
- Mitglied der American Academy of Arts and Sciences, 2022